# Rhens
Rhens est une municipalité et chef-lieu du Verbandsgemeinde Rhens, dans l'arrondissement de Mayen-Coblence, en Rhénanie-Palatinat, dans l'ouest de l'Allemagne.

## Géographie
L’emplacement de la ville sur la rive ouest du Rhin, relativement plane, contraste avec les pentes escarpées de la rive est, surmontées par le fameux château du Marksburg se trouvent en biais, presque en face de Rhens, qui fait partie de la vallée du Haut-Rhin moyen (ou Rhin romantique), désignée comme patrimoine mondial de l’UNESCO depuis 2002.
Du point de vue de l’infrastructure, Rhens est accessible par le chemin de fer, la route fédéral B9, ainsi que par des routes menant de la vallée du Rhin à l’arrière-pays.
Les localités de Hünenfeld et Schauren font administrativement partie de la ville de Rhens.

## Histoire
La localité est mentionnée pour la première fois le 29 septembre 874, lorsque l’archevêque Bertolf de Trèves confirma l’appartenance au stift Saint-Cunibert de Cologne, des domaines se situant à Boppard, Spay, Oberspay et Rhens.
En 1174, le domaine des baillies de Rhens était la propriété du grave de Saffenbourg qui le vendit pour la somme de 200 Marks à l’archevêque de Cologne. À cette époque, Rhens était sur le territoire de l’électorat de Cologne. L’événement historique le plus important pour la ville fut la conclusion de l'accord de Rhense (de) en 1338, lorsque 7 princes électeurs du Saint Empire définissaient à Rhens les modalités pour les futures élections du roi/empereur, en abrogeant le droit d’approbation revendiqué par le pape. Le trône royal de Rhens qui rappelle cet événement, peut encore être visité aujourd’hui.
Le 11 juillet 1346, Charles IV est élu roi romain du Saint Empire germanique à Rhens.
Déjà en 1370, la ville obtenait le privilège urbain.
En 1400, sur le château fort de Lahneck (non loin de Rhens), Venceslas de Luxembourg, fils de l’empereur Charles IV, a été destitué en tant que roi des Romains par 3 princes électeurs laïques et Robert Ier du palatinat. Par la suite, Robert a été élu nouveau roi à Rhens.
Il est à remarquer  que le trône royal de Rhens se trouvait initialement directement sur la rive du Rhin. Depuis 1929, il est situé sur une colline près de la route menant à Waldesch.
Pendant les années 1575 à 1647, il y avait à Rhens des chasses répétées aux sorcières. À la suite des procès en sorcellerie, 23 femmes et 3 hommes ont été exécutés pour sorcellerie. La dernière victime était également la plus connue, à savoir la femme Margarèthe du maire Gerhard Altenhofen, qui fut exécutée le 7 mars 1646.  Elle a été auparavant incarcérée, puis torturée dans la tour « Scharfer Turm » (également appelée tour des sorcières) à proximité immédiate du Rhin, cette tour faisant partie de l’enceinte de la ville. Il y avait au moins 2 lieux d’exécutions dans la ville.
L’entreprise de renommée, celle de d’eau minérale de Rhens (Rhenser Mineralbrunnen) a une très longue tradition. Cette eau est mentionnée déjà au XVIe siècle.  Depuis maintenant plus de 150 ans, l’eau minérale de Rhens est embouteillée mécaniquement. L’entreprise est connue dans toute l’Allemagne pour ses eaux minérales, proposant les marques « Rhenser », « Perling » et « Silvetta ».

## Jumelage
- Bramley, Surrey, Royaume-Uni